# Браминский слепун
Браминский слепун (лат. Indotyphlops braminus) — вид мелких змей из семейства слепозмеек. Единственная партеногеническая змея. Самцы этого вида не обнаружены, а самки без спаривания откладывают яйца размером с земляной орех. Подобно многим роющим змеям, имеет покрытые чешуёй глаза и тупую морду. При нападении хищника змея выделяет неприятную едкую жидкость.

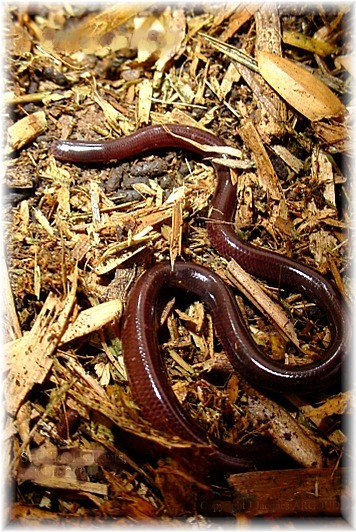

## Описание
Взрослые особи достигают в длину 5–10 см, редко до 15 см, что делает их самым маленьким из известных видов змей. 
Голова и хвост выглядят одинаково тупыми, и их бывает трудно отличить друг от друга. В отличие от других змей, чешуя на голове похожа на чешую тела. Глаза едва различимы в виде маленьких точек, скрыты под чешуей головы. На кончике хвоста есть небольшая заостренная шпора. Вдоль тела четырнадцать рядов спинных чешуек. Окраска варьируется от угольно-серой, до серебристо-серой, светло-желто-бежевой, пурпурной, изредка встречаются альбиносы, брюшко бледнее спины. Окраска ювенильной формы такая же как у взрослой особи. Поведение бывает вялым или энергичным, быстро скрывается в укрытиях в почве или в опавших листьях, чтобы избежать света.
Крошечные глаза покрыты полупрозрачной чешуей, что делает этих змей почти слепыми. Глаза не могут формировать изображения, но все же способны регистрировать изменения интенсивности освещения.

## Значение
Неядовитые змеи, не опасны для людей или домашних животных.